# Król królów (film 1961)
Król królów (ang. King of Kings) – amerykański biblijny dramat biograficzny z 1961 roku w reżyserii Nicholasa Raya na podst. Ewangelii zawartych w Nowym Testamencie. W rolach głównych wystąpili Jeffrey Hunter, Siobhán McKenna, Royal Dano i Robert Ryan.
Film opowiada o życiu Jezusa z Nazaretu, przedstawiając jako trzy oddzielne wątki. Pierwszy to losy Chrystusa od czasu jego narodzin, poprzez chrzest u Jana Chrzciciela, aż po wybór uczniów. Drugi wątek przedstawia dwór Heroda Antypasa i panowanie Rzymian. Ciąg dalszy historii to rządy Poncjusza Piłata. Trzeci i najbardziej kontrowersyjny motyw to losy Barabasza, który został przedstawiony jako ambitny żydowski opozycjonista i buntownik walczący z Rzymianami.
Rozpoczęty w 1951 roku przez Johna Farrowa jako projekt filmowy oparty na życiu Jezusa, wstępnie zatytułowany Son of Man. Właściwa produkcja rozpoczęła się w listopadzie 1958 roku, kiedy Farrow nawiązał współpracę z Samuelem Bronstonem po ich współpracy przy filmie John Paul Jones (1959). W następnym roku Farrow opuścił projekt z powodu różnic twórczych, a Nicholas Ray został zatrudniony jako reżyser. Następnie Ray zatrudnił scenarzystę Philipa Yordana do napisania nowego scenariusza. Okres zdjęciowy rozpoczął się w kwietniu 1960 roku, a zakończył się w październiku bieżącego roku.
Finansowanie filmu początkowo zapewnił Pierre S. Du Pont III, ale Bronston zaapelował o większe fundusze od Metro-Goldwyn-Mayer, które po sukcesie swego Ben-Hura (1959) zainteresowało się kolejnym filmem religijnym. Dzięki zaangażowaniu wytwórni do filmu zrealizowano dokrętki w grudniu 1960 roku i ponownie w maju 1961 roku.
Król królów spotkał się z mieszanym przyjęciem ze strony krytyków, lecz był sukcesem finansowym generując 13,4 mln dolarów światowych przychodów ze sprzedaży biletów. Film otrzymał nominację do Złotego Globu za najlepszą muzykę.

## Fabuła
Po podboju Judei przez Rzym pod dowództwem generała Pompejusza w 63 roku p.n.e., zamieszkujący ją naród żydowski pokłada nadzieję w obietnicy, że pewnego dnia ich Bóg ześle mesjasza, który wybawi od panowania Rzymian i osadzonego przez nich na judejski tron Beduina Heroda Wielkiego. Lata później, za panowania Augusta w Rzymie, ze względu na spis powszechny, żydowski cieśla Józef musi udać się ze swoją nowo poślubioną żoną Maryją do rodzinnego Betlejem. Z braku miejsca nocują w stajni, gdzie Maryja rodzi syna imieniem Jezus. Do Betlejem przybywają trzej mędrcy ze Wschodu, składający hołd dziecku jako domniemanemu mesjaszowi. Herod obawiając się utraty władzy z rąk mesjasza, nakazuje zabić Rzymianom każdego męskiego noworodka. Ostrzeżony przez głos w śnie Józef z rodziną ucieka do Egiptu tuż przed rzezią noworodków w Betlejem.
Po śmierci Heroda, tron po nim przejmuje jego okrutny syn, Herod Antypas. Józef i jego rodzina wracają do Judei, osiedlając się w Nazarecie. Dwanaście lat później, spotyka ich rzymski centurion Lucjusz, uczestniczący rzezi w Betlejem, lecz zachowuje dla siebie fakt przeżycia Jezusa. Dwadzieścia lat później namiestnikiem Judei zostaje Rzymianin Poncjusz Piłat w ramach prezentu ślubnego od teścia, Tyberiusza. Żydowscy rebelianci pod wodzą Barabasza atakują karawanę wiozącą Piłata i jego żonę Klaudię. Zasadzka nie powodzi się, częściowo dzięki Lucjuszowi, a Barabasz i jego przyjaciel Judasz uciekają. Piłat i Antypas spotykają się na brzegach rzeki Jordan, gdzie prorok Jan Chrzciciel głosi kazanie tłumom. Dorosły Jezus przybywa do niego, by wziąć chrzest.
Jan Chrzciciel odwiedza dom Jezusa, jednak owdowiała Maryja oznajmia, że jej syn po chrzcie udał się pustynię. Jan Chrzciciel jest zdania, że to Jezus jest tym, co ma przekazać Słowo Boże do Jerozolimy, stolicy Judei. Jezus, otoczony Duchem Świętym, wędruje przez 40 dni po dziczy kuszony przez diabła. Zwyciężywszy pokusy, wraca do Galilei powołując na apostołów Jana i Andrzeja, potem rybaka z Morza Galilejskiego – Szymona nazwanego Piotrem. Zbierając kolejnych apostołów Jezus dokonuje cudownych uzdrowień i udaje się do Jerozolimy na spotkanie Janem Chrzcicielem. Tam Piłat uznaje proroka za nawołującego do rebelii, ale Antypas i żydowski arcykapłan, skryba Kajfasz, każą go ignorować jako nieszkodliwego krzykacza. Jan Chrzciciel krytykuje żonę Antypasa, Herodiadę, za rozwiązłość i porzucenie dawnego męża na rzecz jego brata, za co naciskany Antypas wtrąca go do lochu.
Judasz po rozmowie z jednym apostołów wierzy, że Jezus to mesjasz, lecz Barabasz wątpi w skuteczność jego pokojowych metod. Zmienia zdanie, gdy ceniony przez niego Jan Chrzciciel wspiera Jezusa. Barabasz i Jezus są świadkami przyłapania niejakiej Magdaleny na cudzołóstwie, za co grozi ukamienowanie. Jezus mówi zgromadzonym, żeby rzucił kamieniem ten, kto jest bez grzechu. Tłum odstępuje od egzekucji, a Jezus nie potępia Magdaleny, prosząc jedynie, by więcej nie grzeszyła. Będący pod wrażeniem Barabasz chce porozmawiać z Jezusem, ale na widok rzymskich wojsk ukrywa się. Jezus pragnie odwiedzić więzionego Jana Chrzciciela. Po rozmowie i rozpoznaniu Jezusa z dawnych lat, Lucjusz pozwala mu na wizytę, ostrzegając przed łamaniem rzymskiego prawa.
Judasz dołącza do apostołów, a Magdalena szuka Jezusa w Nazarecie. Piłat nie wierzy w relacje Lucjusza o cudach Jezusa. Tymczasem Antypas, zauroczony swoją pasierbicą Salome, niechętnie spełnia jej makabryczne żądanie – skazuje Jana Chrzciciela na śmierć. Przed śmiercią, prorok widząc u Lucjusza przyzwoitość, prosi go, by Jezus osobiście potwierdził bycie mesjaszem. Gdy rośnie sława Jezusa, Antypas bierze go za zmartwychwstałego Jana Chrzciciela, i domaga się jego aresztowania. Piłat wysyła Lucjusza na Górę Błogosławieństw, by znalazł podstawy do aresztowania nauczającego tam Jezusa. Wśród tłumów z całej Judei i krajów granicznych jest też incognito Klaudia od dawna zaintrygowana Jezusem, który głosi przyjście królestwa bożego poprzez miłość i pokój. Mowa robi wrażenie na Klaudii i Lucjuszu, ale obecny Barabasz uważa ją za czcze gadanie.
Faryzeusze i skrybowie nienawidzą Jezusa za poglądy, zwłaszcza Kajfasz uważający go za samozwańca, którego Rzymianie wykorzystają do własnych celów. Jezus wybiera apostołów do głoszenia Słowa Bożego po całej Judei. Judasz informuje Barabasza, by w najbliższy szabat w Jerozolimie stanął ze swymi ludźmi u boku Jezusa, licząc, że ten zostaje uznany królem bez rozlewu krwi. Piłat obawia się, że zwolennicy zarówno Jezusa, jak i Barabasza połączą siły, by wzniecić powstanie. Jezus odwiedza matkę w Nazarecie, która zaskakuje go przewidzianym przez Boga losie syna i towarzyszy mu do Jerozolimy na Paschę. Gdy Jezus, przywitany jako król, udaje się na kazanie do świątyni, Barabasz wszczyna zbrojne powstanie, stłumione przez silniejsze siły rzymskie. Poddający się Barabasz trafia do więzienia, a Judasz przekonuje buntowników, że osobiście sprawi, iż Jezus użyje swych cudotwórczości mocy do siłowego obalenia Rzymian.
Nocą, Jezus na wieczerzy z apostołami zapowiada zdradę Judasza, zaparcie się Piotra i porzucenie reszty, lecz obiecuje swój powrót. Judasz wydaje go Kajfaszowi, czując, że jeśli Jezus poczuje osobiście rzymski terror, użyje swej mocy. Aresztowany w Getsemani Jezus staje przed Kajfaszem, oskarżony o bluźnierstwo i bunt, a potem przed Piłatem, którego nie interesują zarzuty religijne, lecz poważnie traktuje te o bunt. Lucjusz zapewnia, że Jezus nigdy nie nawoływał do przemocy. Nieprzekonany Piłat odsyła Jezusa do Antypasa, który nie widzi w nim żadnej winy. Piłat wciąż uważa Jezusa za zagrożenie, skoro jest w stanie wpłynąć na rządzących. Piłat, dzięki zwyczajowi ułaskawienia więźnia wybranego przez tłum, puszcza niedowierzającego Barabasza kosztem Jezusa. 
Skazany na ukrzyżowanie Jezus prowadzi swój krzyż wraz z złodziejami, Dyzmą i Gestasem, na miejsce ich egzekucji. Świadkami jego śmierci są Jan, Maryja, Lucjusz, opłakująca Klaudia i współczujący Barabasz. Judasz widząc, że nawet w obliczu tortur i śmierci Jezus był wierny swoim przekonaniom, żałuje zdrady i popełnia samobójstwo poprzez powieszenie się na drzewie. Gdy niebo się ściemnia, Lucjusz uważa Jezusa za autentycznego chrystusa. Po śmierci Jezus zostaje złożony w grobie, przy którym czuwa Magdalena. Po trzech dniach grób jest się pusty. Magdalenie ukazuje się zmartwychwstały Jezus i mówi jej, że udaje się do apostołów u wybrzeży Galilei. Jezus przed swoim wniebowstąpieniem, nakazuje uczniom szerzenie jego nauk zapewniając, że będzie z ludźmi do końca świata.

## Obsada
Opracowano na podst. materiału

- Jeffrey Hunter – Jezus Chrystus
- Siobhán McKenna – Maryja
- Hurd Hatfield – Poncjusz Piłat
- Ron Randell – Lucjusz Catanus
- Viveca Lindfors – Klaudia
- Harry Guardino – Barabasz
- Rita Gam – Herodiada
- Carmen Sevilla – Magdalena
- Brigid Bazlen – Salome
- Gérard Tichy – Józef
- Rip Torn – apostoł Judasz Iskariota
- Frank Thring – Herod Antypas
- Guy Rolfe – Józef Kajfasz
- Royal Dano – apostoł Szymon Piotr
- Robert Ryan – Jan Chrzciciel
- Tino Barrero – apostoł Andrzej
- Antonio Mayans – apostoł Jan
- Bud Strait – apostoł Jan
- Rubén Rojo – apostoł Mateusz
- Michael Wager – apostoł Tomasz
- Grégoire Aslan – Herod Wielki
- Luis Prendes –
  - Dyzma,
  - rzymski żołnierz
- Barry Keegan – Gestas
- Félix de Pomés – Józef z Arymatei
- Paco Morán – niewidomy
- Fernando Sancho – szaleniec
- George Coulouris – poganiacz wielbłądów
- David Davies – tęgi mężczyzna
- John Kerr – mężczyzna na kazaniu na górze
- Rafael Luis Calvo – Cyrenejczyk
- Conrado San Martín – Pompejusz
- José Nieto – Kacper
- Adriano Rimoldi – Melchior
- Edric Connor – Baltazar
- Ray Milland – Szatan (głos)
- Orson Welles – Narrator (głos)

## Produkcja
Zdjęcia do filmu kręcono w Hiszpanii w następujących lokacjach:
- region Madrytu – Chinchón (scena kazania na górze), Manzanares el Real (jako Nazaret), Navacerrada (filmowa Golgota);
- Andaluzja – pustynia Tabernas;
- Kastylia-La Mancha – Añover de Tajo (sceny na pustyni i na Górze Oliwnej);
- Kastylia i León – rzeka Adaja w El Fresno (chrzest w rzece Jordan)[6][7].

## Nagrody i nominacje
| Nagroda                                | Kategoria                                                      | Nominowani                                           | Wynik     | Źródło |
| -------------------------------------- | -------------------------------------------------------------- | ---------------------------------------------------- | --------- | ------ |
| Złote Globy                            | Najlepsza muzyka                                               | Miklós Rózsa                                         | Nominacja | [ 8 ]  |
| Boxoffice Magazine Awards              | Najlepszy film miesiąca dla całej rodziny (kwiecień)           | Najlepszy film miesiąca dla całej rodziny (kwiecień) | Wygrana   |        |
| International Film Music Critics Award | Najlepsze nowe wydanie archiwalne – reedycja lub nowe nagranie | Miklós Rózsa                                         | Wygrana   | [ 9 ]  |